# 羽仁礼
羽仁 礼（はに れい、1957年〈昭和32年〉 - ）は、ノンフィクション作家、占星術研究家、中東研究家。外務省の元外交官であり、本名は松岡信宏。

## 来歴
広島県芦品郡駅家町（現・福山市駅家町）生まれ。1980年島根大学文理学部卒。
少年時よりUFO、超能力など、超常現象と総括される事象に多大な関心を持ち続け大学在学中、「超自然現象研究会」を結成、機関紙『Z』を刊行。（名称は受験の通信添削で著名なZ会に由来する。卒業後、時を経てこの機関誌は『0界通信』として復刊された）
。
さらに『ムー』などUFOやオカルト関係の専門誌に投稿を始める（デビュー作は、「UFOと宇宙（1978年9月号）」誌に投稿した、『ガリヴァー旅行記のジョナサン・スイフトはコンテクティーだ』であった）。長じて世界各地を訪れて研究を続けている。1981年から2021年まで外務省に勤務していた。
超能力、心霊現象、UFO、魔術など、いわゆる「超常現象」や、占い（特に西洋占星術）、コーランをはじめイスラームの歴史と文化に詳しい。外国語も英語、アラビア語の他、フランス語を理解する。

## 著書

### 羽仁礼名義
- 『新千一夜物語　アラビアン・マジカル・ミステリー・ツアー』三一書房、1993年8月。ISBN 4-380-93251-6。
- 『伯家神道の聖予言　宮中祭祀を司った名家に伝わる秘録が今明らかになる！』たま出版〈Treasure series〉、1996年3月。ISBN 4-88481-447-9。
- 『超常現象大事典　永久保存版』成甲書房、2001年4月。ISBN 4-88086-115-4。
- 『図解近代魔術』新紀元社〈F-files no.1〉、2005年10月。ISBN 4-7753-0410-0。
- 『世界遺産ミステリーwalkingガイド. 地中海・ヨーロッパ・西アジア編』サイクルズ・カンパニー、2007年7月。ISBN 978-4-9902923-2-4。
- 『図解西洋占星術』新紀元社〈F-files no.019〉、2009年1月。ISBN 978-4-7753-0681-9。

### 松岡信宏名義
- 『アラブ・イスラム・中東用語辞典』成甲書房、2014年7月。ISBN 9784880863153。
- 『世界のオカルト遺産調べてきました』彩図社、2022年5月。ISBN 978-4-8013-0599-1。